# Sportclub Wiener Neustadt 2014-2015
Questa voce raccoglie le informazioni riguardanti il Sportclub Wiener Neustadt nelle competizioni ufficiali della stagione 2014-2015.

## Rosa
| N. |                        | Ruolo | Calciatore            |
| -- | ---------------------- | ----- | --------------------- |
| 1  | Austria (bandiera)     | P     | Thomas Vollnhofer     |
| 4  | Stati Uniti (bandiera) | C     | Conor O'Brien         |
| 5  | Austria (bandiera)     | D     | Mark Prettenthaler    |
| 6  | Austria (bandiera)     | D     | Dennis Mimm           |
| 7  | Austria (bandiera)     | C     | Al Rahman Ali         |
| 8  | Austria (bandiera)     | C     | Matthias Koch         |
| 9  | Austria (bandiera)     | C     | Julian Salamon        |
| 10 | Austria (bandiera)     | A     | Herbert Rauter        |
| 14 | Austria (bandiera)     | C     | Tobias Kainz          |
| 15 | Austria (bandiera)     | D     | Christian Deutschmann |
| 17 | Austria (bandiera)     | D     | Reinhold Ranftl       |
| 18 | Austria (bandiera)     | A     | Michael Tieber        |

| N. |                    | Ruolo | Calciatore          |
| -- | ------------------ | ----- | ------------------- |
| 19 | Austria (bandiera) | A     | Daniel Maderner     |
| 21 | Austria (bandiera) | C     | Daniel Schöpf       |
| 22 | Austria (bandiera) | C     | Mario Ebenhofer     |
| 24 | Austria (bandiera) | D     | Remo Mally          |
| 25 | Austria (bandiera) | C     | Christoph Freitag   |
| 26 | Austria (bandiera) | C     | Mario Pollhammer    |
| 27 | Austria (bandiera) | P     | Domenik Schierl     |
| 29 | Austria (bandiera) | D     | Lukas Denner        |
| 30 | Austria (bandiera) | C     | Kristijan Dobras    |
| 31 | Austria (bandiera) | P     | Christopher Stadler |
| 32 | Austria (bandiera) | D     | Mattias Sereinig    |
|    | Austria (bandiera) | P     | Martin Fraisl       |